# Pseudobaptria ichinosawana
Pseudobaptria ichinosawana är en fjärilsart som beskrevs av Matsumura 1925. Pseudobaptria ichinosawana ingår i släktet Pseudobaptria och familjen mätare. Inga underarter finns listade i Catalogue of Life.